# Grand Prix Španělska 2017
Grand Prix Španělska 2017 (oficiálně Formula 1 Gran Premio de España Pirelli 2017) se jela na okruhu Circuit de Catalunya v Montmeló ve Španělsku dne 14. května 2017. Závod byl pátým v pořadí v sezóně 2017 šampionátu Formule 1.

## Kvalifikace
| Poř.                       | No. | Jezdec            | Konstruktér               | Časy v kvalifikaci | Časy v kvalifikaci | Časy v kvalifikaci | Pořadí na startu |
| Poř.                       | No. | Jezdec            | Konstruktér               | Q1                 | Q2                 | Q3                 | Pořadí na startu |
| -------------------------- | --- | ----------------- | ------------------------- | ------------------ | ------------------ | ------------------ | ---------------- |
| 1                          | 44  | Lewis Hamilton    | Mercedes                  | 1:20.511           | 1:20.210           | 1:19.149           | 1                |
| 2                          | 5   | Sebastian Vettel  | Ferrari                   | 1:20.939           | 1:20.295           | 1:19.200           | 2                |
| 3                          | 77  | Valtteri Bottas   | Mercedes                  | 1:20.991           | 1:20.300           | 1:19.373           | 3                |
| 4                          | 7   | Kimi Räikkönen    | Ferrari                   | 1:20.742           | 1:20.621           | 1:19.439           | 4                |
| 5                          | 33  | Max Verstappen    | Red Bull Racing-TAG Heuer | 1:21.430           | 1:20.722           | 1:19.706           | 5                |
| 6                          | 3   | Daniel Ricciardo  | Red Bull Racing-TAG Heuer | 1:21.704           | 1:20.855           | 1:20.175           | 6                |
| 7                          | 14  | Fernando Alonso   | McLaren-Honda             | 1:22.015           | 1:21.251           | 1:21.048           | 7                |
| 8                          | 11  | Sergio Pérez      | Force India-Mercedes      | 1:21.998           | 1:21.239           | 1:21.070           | 8                |
| 9                          | 19  | Felipe Massa      | Williams-Mercedes         | 1:22.138           | 1:21.222           | 1:21.232           | 9                |
| 10                         | 31  | Esteban Ocon      | Force India-Mercedes      | 1:21.901           | 1:21.148           | 1:21.272           | 10               |
| 11                         | 20  | Kevin Magnussen   | Haas-Ferrari              | 1:21.945           | 1:21.329           |                    | 11               |
| 12                         | 55  | Carlos Sainz Jr.  | Toro Rosso                | 1:21.941           | 1:21.371           |                    | 12               |
| 13                         | 27  | Nico Hülkenberg   | Renault                   | 1:22.091           | 1:21.397           |                    | 13               |
| 14                         | 8   | Romain Grosjean   | Haas-Ferrari              | 1:21.822           | 1:21.517           |                    | 14               |
| 15                         | 94  | Pascal Wehrlein   | Sauber-Ferrari            | 1:22.327           | 1:21.803           |                    | 15               |
| 16                         | 9   | Marcus Ericsson   | Sauber-Ferrari            | 1:22.332           |                    |                    | 16               |
| 17                         | 30  | Jolyon Palmer     | Renault                   | 1:22.401           |                    |                    | 17               |
| 18                         | 18  | Lance Stroll      | Williams-Mercedes         | 1:22.411           |                    |                    | 18               |
| 19                         | 2   | Stoffel Vandoorne | McLaren-Honda             | 1:22.532           |                    |                    | 20               |
| 20                         | 26  | Daniil Kvjat      | Toro Rosso                | 1:22.746           |                    |                    | 19               |
| 107% času vítěze: 1:26.147 |     |                   |                           |                    |                    |                    |                  |
| Zdroj:                     |     |                   |                           |                    |                    |                    |                  |

Poznámky
1. ↑  Stoffel Vandoorne obdržel trest posunu o 10 míst vzad za překročení počtu povolených pohonných jednotek.

## Závod
| Poř.   | No. | Jezdec            | Konstruktér               | Počet kol | Čas/Odstoupení | Pořadí na startu | Body |
| ------ | --- | ----------------- | ------------------------- | --------- | -------------- | ---------------- | ---- |
| 1      | 44  | Lewis Hamilton    | Mercedes                  | 66        | 1:35:56.497    | 1                | 25   |
| 2      | 5   | Sebastian Vettel  | Ferrari                   | 66        | +3.490         | 2                | 18   |
| 3      | 3   | Daniel Ricciardo  | Red Bull Racing-TAG Heuer | 66        | +1:15.820      | 6                | 15   |
| 4      | 11  | Sergio Pérez      | Force India-Mercedes      | 65        | +1 kolo        | 8                | 12   |
| 5      | 31  | Esteban Ocon      | Force India-Mercedes      | 65        | +1 kolo        | 10               | 10   |
| 6      | 27  | Nico Hülkenberg   | Renault                   | 65        | +1 kolo        | 13               | 8    |
| 7      | 55  | Carlos Sainz Jr.  | Toro Rosso                | 65        | +1 kolo        | 12               | 6    |
| 8      | 94  | Pascal Wehrlein   | Sauber-Ferrari            | 65        | +1 kolo        | 15               | 4    |
| 9      | 26  | Daniil Kvjat      | Toro Rosso                | 65        | +1 kolo        | 19               | 2    |
| 10     | 8   | Romain Grosjean   | Haas-Ferrari              | 65        | +1 kolo        | 14               | 1    |
| 11     | 9   | Marcus Ericsson   | Sauber-Ferrari            | 64        | +2 kola        | 16               |      |
| 12     | 14  | Fernando Alonso   | McLaren-Honda             | 64        | +2 kola        | 7                |      |
| 13     | 19  | Felipe Massa      | Williams-Mercedes         | 64        | +2 kola        | 9                |      |
| 14     | 20  | Kevin Magnussen   | Haas-Ferrari              | 64        | +2 kola        | 11               |      |
| 15     | 30  | Jolyon Palmer     | Renault                   | 64        | +2 kola        | 17               |      |
| 16     | 18  | Lance Stroll      | Williams-Mercedes         | 64        | +2 kola        | 18               |      |
| Ret    | 77  | Valtteri Bottas   | Mercedes                  | 38        | Motor          | 3                |      |
| Ret    | 2   | Stoffel Vandoorne | McLaren-Honda             | 32        | Nehoda         | 20               |      |
| Ret    | 33  | Max Verstappen    | Red Bull Racing-TAG Heuer | 1         | Poškození      | 5                |      |
| Ret    | 7   | Kimi Räikkönen    | Ferrari                   | 0         | Zavěšení       | 4                |      |
| Zdroj: |     |                   |                           |           |                |                  |      |

Poznámky
1. ↑  Pascal Wehrlein obdržel trest přičtení 5 sekund k času v cíli kvůli přejetí čáry při vyjíždění z boxu.

## Průběžné pořadí po závodě
Pohár jezdců
|   | Pořadí | Jezdec           | Body |
| - | ------ | ---------------- | ---- |
|   | 1      | Sebastian Vettel | 104  |
|   | 2      | Lewis Hamilton   | 98   |
|   | 3      | Valtteri Bottas  | 63   |
|   | 4      | Kimi Räikkönen   | 49   |
| 1 | 5      | Daniel Ricciardo | 37   |

Pohár konstruktérů
|   | Pořadí | Konstruktér               | Body |
| - | ------ | ------------------------- | ---- |
|   | 1      | Mercedes                  | 161  |
|   | 2      | Ferrari                   | 153  |
|   | 3      | Red Bull Racing-TAG Heuer | 72   |
|   | 4      | Force India-Mercedes      | 53   |
| 1 | 5      | Toro Rosso                | 21   |